# Генрі Перселл
Генрі Пе́рселл (англ. Henry Purcell, ˈpɜrsəl; 10 вересня 1659, Лондон — 21 листопада 1695, Лондон) — англійський композитор ірландського походження епохи бароко. Автор першої національної англійської опери «Дідона і Еней».

## Біографія
Народився в Лондоні у сім'ї музикантів. В отроцтві (до 1673) співав у Королівській капелі, потім ставши помічником Джона Гінгстона, якого в 1683 році змінив на посаді органного майстра і королівського зберігача музичних інструментів. У 1677 році був призначений постійним композитором для оркестру скрипки короля (composer-in-ordinary for the King's violins), а в 1679 році змінив свого вчителя Джона Блоу на посаді органіста Вестмінстерського абатства.
У 1680 або 1681 році одружився і приблизно тоді ж почав писати музику для театру. У 1682 році був призначений органістом Королівської капели. У 1683 році він вперше публікує власні твори. Повноваження Перселла як придворного музиканта були підтверджені королями Яковом II (1685) і Вільгельмом III (1689); під час коронації обох королів Перселл виконував обов'язки другого органіста.
У 1689—1690 роках на замовлення Джозайаса Пріста написав оперу «Дідона та Еней» для дівочого пансіону в Челсі. Це коротка, не дуже складна опера, перша британська опера, де немає речитативів. Пізніше Пріст як хореограф ставив танці на музику композитора для «Діоклетіани» (1690), «Короля Артура» (1691) і «Королеви фей» (1692). Перселл стає відомим як театральний композитор, пише музику для комедій, п'єс, жанру масок, і продовжує працювати при дворі.
Останньою церемонією, для якої Перселл написав музику, став похорон королеви Марії (початок 1695 року). Перселл помер у кінці того ж року, 26 листопада він був похований у Вестмінстерському абатстві.

## Творчість
Творчість Перселла охоплює широкий спектр жанрів — це театральна, церковна та світська вокальна й інструментальна музика. У своїх творах композитор перетворив традиції англійського відродження, а також сучасної йому французької та італійської музики, а також національного фольклору. Володіння гомофонно-гармонічним письмом і технікою генерал-баса поєднується з майстерністю поліфоніста. Гармонія Перселла багатоманітна, включає риси модальності та хроматичні звороти, багатоманітною його музика є і у ритмічному відношенні.
Значну частину театральної музики складають уривки до розмовних драм, проте в останні 5 років життя він склав 5 семіопер (лат. semi-opera — «напівопера») з численними сольними та хоровими вокальними номерами, інструментальними прелюдіями й симфоніями, танцями, варіаціями. Найвідоміший твір композитора — опера «Дідона і Еней» — вважається першою англійською оперою. В цьому творі поєдналися традиції французької та італійської опери з англійським мадригалом і інструментальним стилем, виробленим композитором. Опері властивий бароковий принцип антитез — протиставлення грубуватого гумору, гротеску до витонченої лірики надають опері глибокого драматизму, що відрізняє її від опер континентальної Європи того часу.
Інструментальна творчість Перселла включає переважно твори для клавіру та твори струнних інструментів. У клавірній музиці Перселл продовжує досягнення Вільяма Берда, Джона Булла та інших англійських верджиналістів. Скрипкова музика спирається на досягнення італійської школи — Саломоне Россі, Джованні Баттіста Віталі та інші. В церковній музиці важливе місце займають гімни (anthems), які вплинули на творчість Георга Генделя.

## Спадщина
Френсіс Перселл, дружина композитора, опублікувала збірку творів чоловіка для клавесина (1696), інструментальну музику для театру (1697), та гімни «Te Deum» і «Jubilate Deo» (1697). У середині ХІХ століття кілька музичних дослідників засновали Товариство Перселла. Багато обробок творів Перселла зробив Бенджамін Бріттен. Усі 32 томи робіт Перселла були надруковані лише і 1965 році.
Театральна музика
- опера «Дідона і Еней» (Dido and Aeneas, 1689);
- семі-опери «Діоклетіан» (Dioclesian, 1690), «Король Артур, або Британський герой» (King Arthur, or The British Worthy, 1691), «Королева фей» (The Fairy Queen, 1692), «Королева індіанців» (The Indian Queen, 1695), «Буря» (The Tempest, 1695);
- пісні та інші музичні номери, приблизно до 40 п'єс.

Церковна музика
- близько 65 повних і строфічних гімнів, в тому числі «My heart is inditing» (1685), «Rejoice in the Lord Alway» (ок. 1683);
- Ранкова й вечірня служба (Morning and Evening Service) B-dur;
- «Magnificat» і «Nunc dimittis» g-moll;
- «Те Deum» і «Jubilate» D-dur (1694); Jehovah quam multi sunt, псалророгппасаап

- 24 оди і привітальні пісні для хору та інструментів, в тому числі «Welcome to all the pleasures» (на день св. Цецилії, 1683), «Hail, bright Cecilia» (на день св. Цецилії, 1692), «Come, ye sons of art away» (на день народження королеви Марії, 1694); «Траурна музика для королеви Марії» (Queen Mary's Funeral Music, 1695);
- Понад 100 пісень для голосів і цифрованого баса;
- Понад 50 пісень для 2-3 голосів і цифрованого баса;
- Бл. 60 п'єс для 3-4 гол.

Інструментальна музика
- 13 фантазій для 3-5 віол (бл. 1680);
- 2 In Nomine для віол (бл. 1680);
- Чакона (Chacony) g-moll для 4 струнних;
- 22 сонати для 2 скрипок, бас віоли і цифрованого баса (бл. 1680, опубліковано 1683,1697);
- 8 сюїт (опубліковано 1696) і ін твори для клавіра (спінет);
- 5 волюнтаріїв для органу.